# Кермове весло

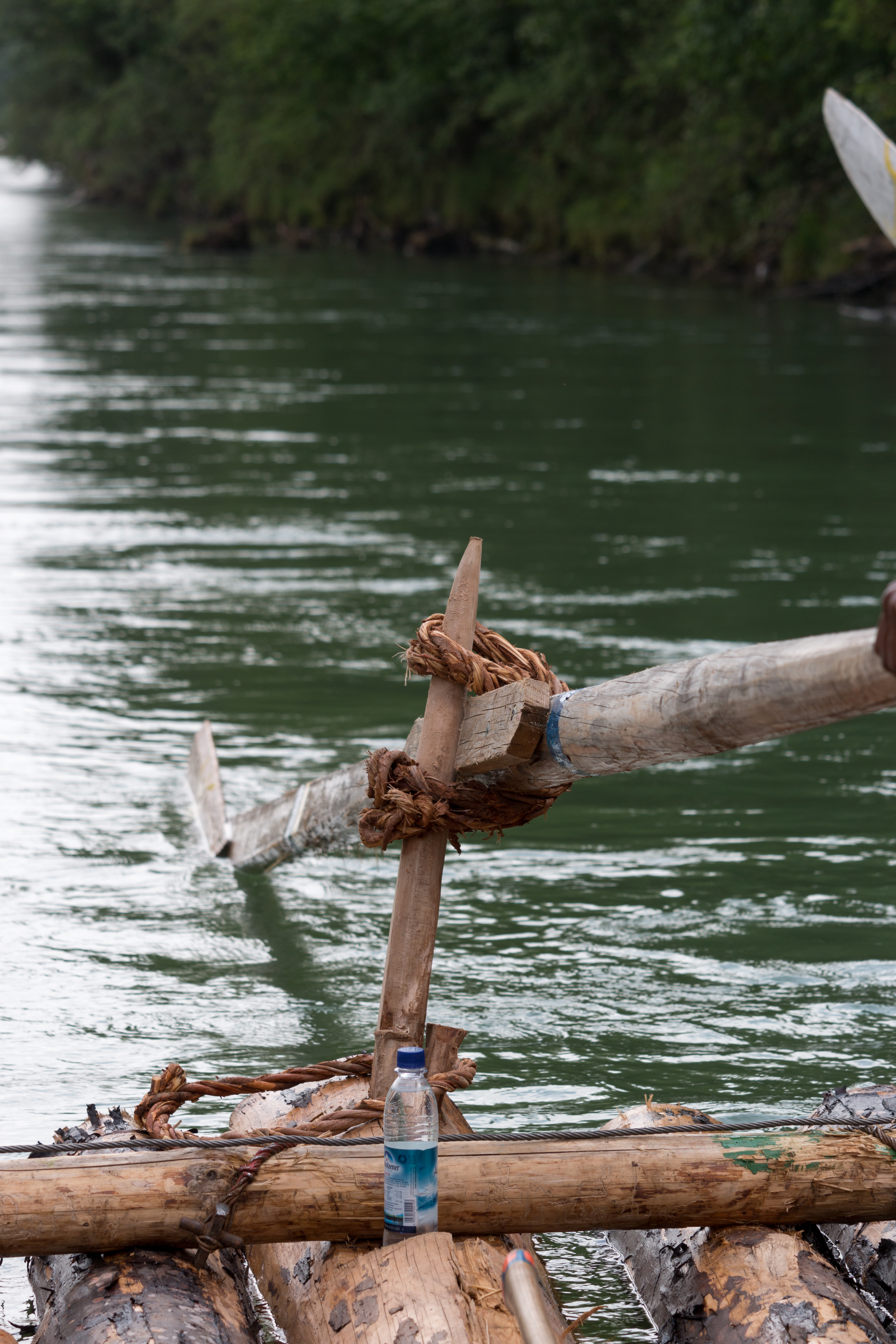
Кермове весло на плоті

Кермове́ весло, стернове́ весло, рульове́ весло, прави́ло, корми́ло, ке́рма — весло чи дошка великого розміру для керування кораблем. Передувало появі стерна.
Як правило, кріпилось до правого борту (старборту) на великих суднах, на малих частіше за все не кріпилось до корпусу взагалі. Винахід кермового весла справив вплив на тенденцію збільшення розмірів суден. Вони були звичайним керувальним механізмом на кораблях вікінгів. На чайках запорозьких козаків було два кермові весла — на носі та на кормі.
На плотах кермове весло традиційно влаштовувалось таким чином: на кормі встановлювалась дерев'яна підставка — стілець, до якого за допомогою шипа-свореня рухомо кріпилось весло. Лопать весла називалась дошка, руків'я — друґар.